# 利川市 (京畿道)

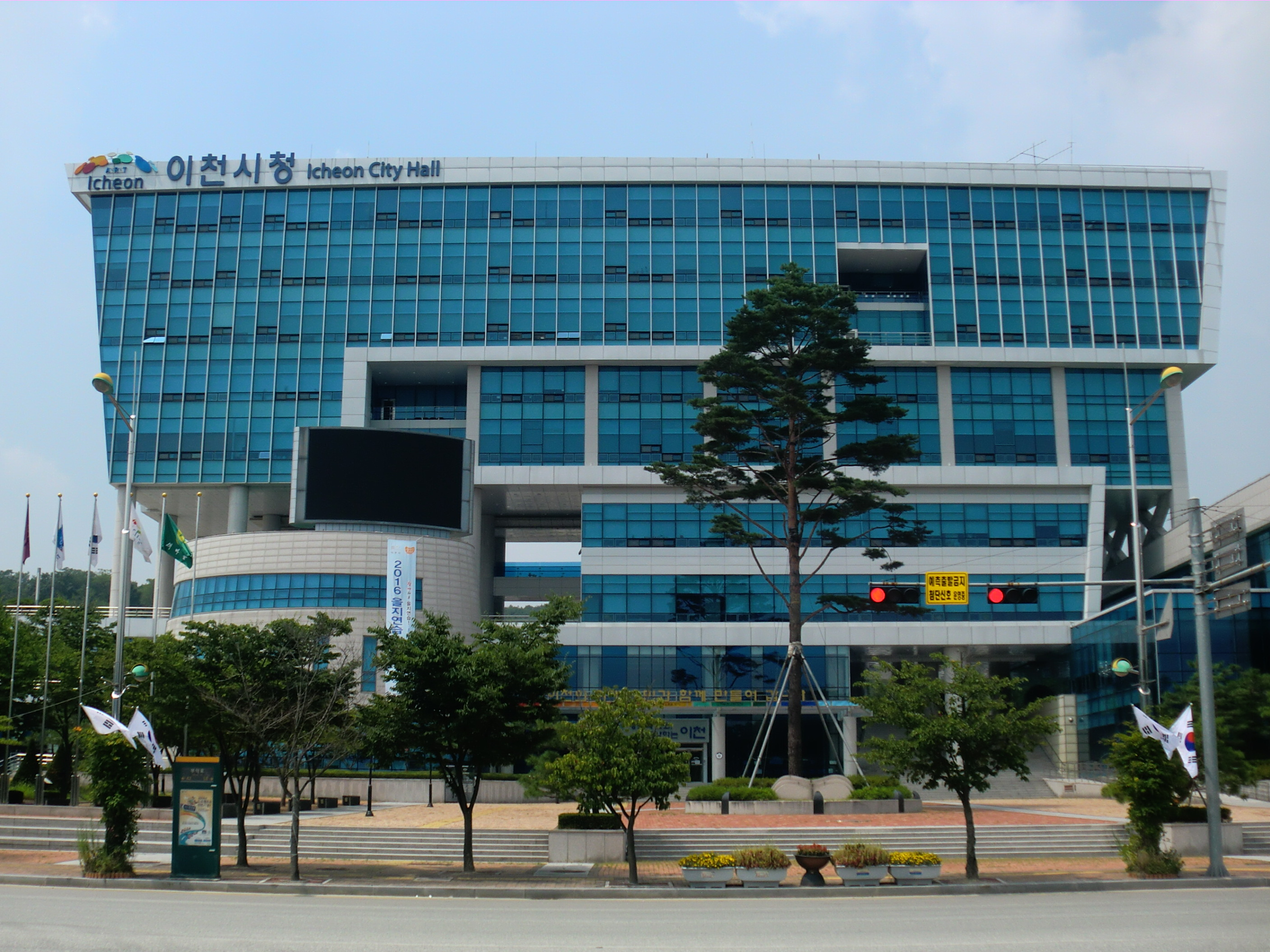
利川市庁

利川市（イチョンし）は、大韓民国京畿道の東部にある市。陶芸・温泉の街として有名で、米どころとしても知られている。市のスローガンは「A・R・T ICHEON」で、AはActive、RはRich（豊かな都市）、TはTopを表す。

## 沿革
- 1914年
  - 4月1日 - 郡面併合により、利川郡・陰竹郡を竹川郡として編成し、郡庁を存続の利川郡庁に設置。竹川郡に以下の面が成立。[2][3]（11面）
    - 清渼面・雪星面・栗面・邑内面・新屯面・栢沙面・夫鉢面・戸法面・麻長面・大月面・慕加面

| 朝鮮総督府令第111号 |              |            |                                                                        |                                                                        |
| 旧行政区画          | 旧行政区画   | 新行政区画 | 新行政区画                                                             | 新行政区画                                                             |
| 利川郡邑面          | 利川郡邑面   | 邑内面     | 갈산리、관고리、안흥리、율현리、중리、증일리、증포리、진리、창전리     | 갈산리、관고리、안흥리、율현리、중리、증일리、증포리、진리、창전리     |
| 利川郡新面          | 利川郡屯面   | 邑内面     | 송정리                                                                 | 사음리                                                                 |
| 利川郡新面          | 利川郡屯面   | 신둔면     | 남정리、도암리、수하리、지석리                                         | 고척리、마교리、소정리、용면리、수광리、수남리、인후리                 |
| 利川郡沙面          | 利川郡沙面   | 신둔면     | 도봉리、장동리                                                         | 도봉리、장동리                                                         |
| 利川郡沙面          | 利川郡沙面   | 백사면     | 경사리、도립리、송말리、신대리、현방리                                 | 경사리、도립리、송말리、신대리、현방리                                 |
| 利川郡栢面          | 利川郡栢面   | 백사면     | 내촌리、도지리、모전리、백우리、상룡리、우곡리、조읍리、               | 내촌리、도지리、모전리、백우리、상룡리、우곡리、조읍리、               |
| 利川郡戶面          | 利川郡戶面   | 호법면     | 단천리、동산리、매곡리、안평리、유산리、주미리、주박리、후안리         | 단천리、동산리、매곡리、안평리、유산리、주미리、주박리、후안리         |
| 利川郡暮面          | 利川郡暮面   | 호법면     | 송갈리                                                                 | 송갈리                                                                 |
| 利川郡暮面          | 利川郡暮面   | 모가면     | 두미리、소고리、소사리、어농리、원두리                                 | 두미리、소고리、소사리、어농리、원두리                                 |
| 利川郡加面          | 利川郡加面   | 모가면     | 산내리、서경리、송곡리、양평리、진가리                                 | 산내리、서경리、송곡리、양평리、진가리                                 |
| 利川郡大面          | 利川郡大面   | 모가면     | 신갈리                                                                 | 신갈리                                                                 |
| 利川郡大面          | 利川郡大面   | 대월면     | 단월리、대포리、도리리                                                 | 단월리、대포리、도리리                                                 |
| 利川郡草面          | 利川郡草面   | 대월면     | 고담리、대대리、대흥리、부필리、사동리、장록리、초지리                 | 고담리、대대리、대흥리、부필리、사동리、장록리、초지리                 |
| 利川郡月面          | 利川郡月面   | 대월면     | 구시리、군량리、송라리、장평리                                         | 구시리、군량리、송라리、장평리                                         |
| 利川郡夫面          | 利川郡夫面   | 부발면     | 고백리、대관리、무촌리、신원리、죽당리                                 | 고백리、대관리、무촌리、신원리、죽당리                                 |
| 利川郡鉢面          | 利川郡鉢面   | 부발면     | 가산리、가좌리、마암리、산촌리、송온리、수정리、신하리、아미리、응암리 | 가산리、가좌리、마암리、산촌리、송온리、수정리、신하리、아미리、응암리 |
| 利川郡麻面          | 利川郡麻面   | 마장면     | 관리、덕평리、오천리、양촌리、작촌리、회억리                           | 관리、덕평리、오천리、양촌리、작촌리、회억리                           |
| 利川郡長面          | 利川郡長面   | 마장면     | 각평리、이평리、목리、이치리、장암리、표교리、해월리                   | 각평리、이평리、목리、이치리、장암리、표교리、해월리                   |
| 陰竹郡郡内面        | 陰竹郡郡内面 | 清渼面     | 방추리、선읍리                                                         | 방추리、선읍리                                                         |
| 陰竹郡東面          | 陰竹郡東面   | 清渼面     | 나래리、노탑리、와현리、이황리、풍계리                                 | 나래리、노탑리、와현리、이황리、풍계리                                 |
| 陰竹郡南面          | 陰竹郡南面   | 清渼面     | 대서리、송산리、어석리、오남리、장호원리、진암리                       | 대서리、송산리、어석리、오남리、장호원리、진암리                       |
| 陰竹郡西面          | 陰竹郡西面   | 설성면     | 금당리、신필리、장능리、제요리、행죽리                                 | 금당리、신필리、장능리、제요리、행죽리                                 |
| 陰竹郡近北面        | 陰竹郡近北面 | 설성면     | 상봉리、송계리、암산리、자석리                                         | 상봉리、송계리、암산리、자석리                                         |
| 陰竹郡遠北面        | 陰竹郡遠北面 | 설성면     | 대죽리、수산리、장천리                                                 | 대죽리、수산리、장천리                                                 |
| 陰竹郡上栗面        | 陰竹郡上栗面 | 율면       | 본죽리、북두리、산성리、산양리、석산리、오성리                         | 본죽리、북두리、산성리、산양리、석산리、오성리                         |
| 陰竹郡下栗面        | 陰竹郡下栗面 | 율면       | 고당리、신추리、월포리、총곡리                                         | 고당리、신추리、월포리、총곡리                                         |
- - 9月27日 - 竹川郡は利川郡に改称した。[4]
- 1915年 - 清渼面の一部が雪星面に編入。（11面）
- 1938年10月1日 - 邑内面が利川邑に改称・昇格。（1邑10面）
- 1941年10月1日 - 清渼面が長湖院邑に昇格。[5]（2邑9面）
- 1989年4月1日 - 夫鉢面が夫鉢邑に昇格。（3邑8面）
- 1996年
  - 3月1日 - 利川郡が利川市に昇格。[6]（2邑8面）
    - 利川邑が3つの行政洞に分割。

  - 5月1日 - 大月面草芝出張所の管轄区域を法定洞の丹月洞・大浦洞・長録洞・高潭洞に改編の上、これらの法定洞をもって行政洞の中里洞が発足。（2邑8面）
- 2003年2月10日 - 倉前洞を倉前洞・増浦洞に分割。

## 行政

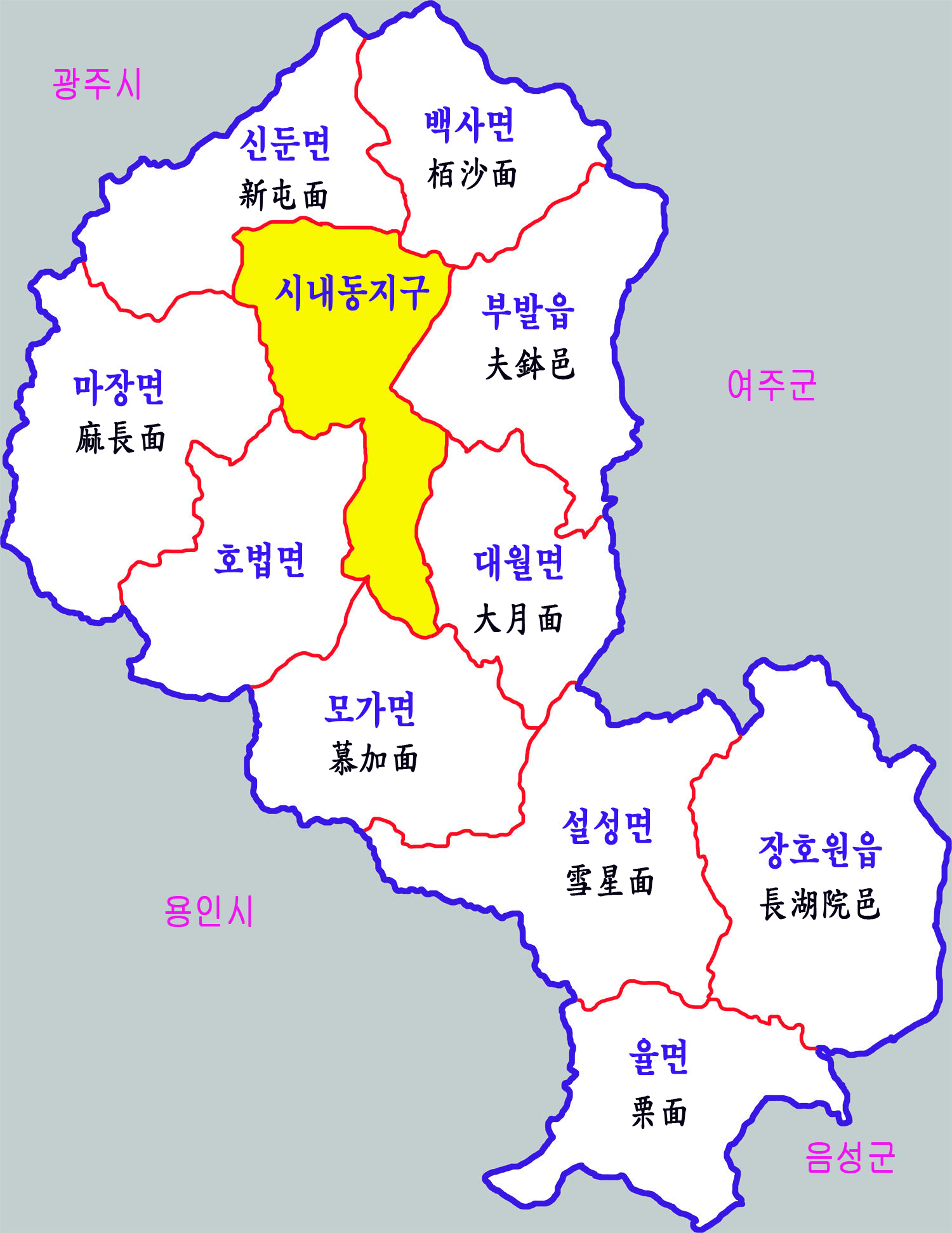
行政区域図

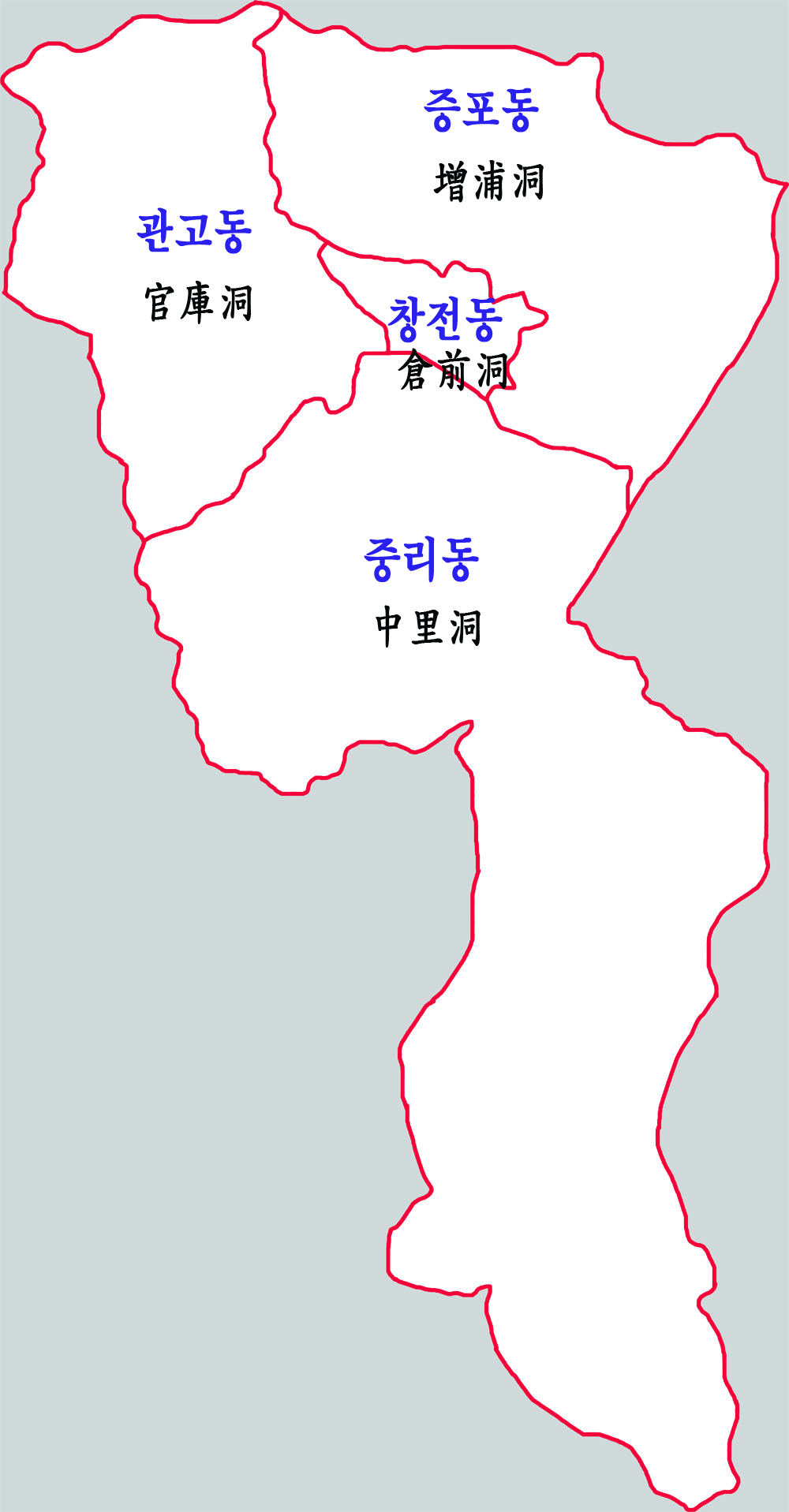
中心市街地の行政区域図

### 行政区域
| 行政洞・邑・面 | 法定洞・法定里                                                                                                 |
| -------------- | --- |
| 官庫洞         | 官庫洞、沙音洞                                                                                                 |
| 中里洞         | 中里洞、曽日洞、栗峴洞、陳里洞、丹月洞、大浦洞、高潭洞、長録洞                                                 |
| 増浦洞         | 安興洞、葛山洞、増浦洞、松亭洞                                                                                 |
| 倉前洞         | 倉前洞 |
| 長湖院邑       | 長湖院里、梧南里、珍岩里、於石里、大西里、松山里、方楸里、善邑里、梨黄里、羅来里、瓦賢里、豊界里、老塔里       |
| 夫鉢邑         | 武村里、竹堂里、新元里、高白里、大冠里、馬岩里、山村里、新河里、加佐里、牙美里、水井里、松温里、柯山里、鷹岩里 |
| 雪星面         | 金堂里、長陵里、行竹里、諸蓼里、新筆里、長泉里、自石里、岩山里、松界里、上峰里、樹山里、大竹里                 |
| 栗面           | 高塘里、新楸里、本竹里、北斗里、山陽里、石山里、山星里、五城里、月浦里、叢谷里                                 |
| 新屯面         | 水広里、南井里、支石里、長洞里、道峰里、道岩里、水下里、水南里、高尺里、龍眠里、印後里、馬橋里、小亭里         |
| 栢沙面         | 玄方里、京沙里、道立里、松末里、新垈里、牟田里、道知里、助邑里、牛谷里、内村里、上龍里、白隅里                 |
| 戸法面         | 酉山里、安坪里、厚安里、丹川里、梅谷里、東山里、珠珀里、珠美里、松葛里                                         |
| 麻長面         | 午川里、陽村里、冠里、灰億里、長岩里、木里、標橋里、梨峙里、各坪里、徳坪里、泥坪里、蟹越里、芍村里             |
| 大月面         | 草芝里、巳洞里、大垈里、大興里、道理里、九時里、郡梁里、松蘿里、長坪里、夫必里                                 |
| 慕加面         | 陳加里、西坰里、山内里、松谷里、素沙里、梁坪里、院頭里、所古里、新葛里、於農里、豆美里                         |

### 警察
- 利川警察署

### 消防
- 利川消防署

## 交通

### バス
- 利川総合バスターミナル
  - 高速バスはソウル高速バスターミナルとの運行のみで、20～30分間隔・所要時間60分。
  - 市外バスは東ソウル総合バスターミナルへは15 - 20分間隔。その他仁川国際空港・金浦国際空港・大田・龍仁・城南・水原・原州などへ運行。
  - 市内バスもここを拠点とし、広州、利川陶芸村などへアクセスできる。

### 鉄道
- 首都圏電鉄京江線
  - 新屯陶芸村駅 - 利川駅 - 夫鉢駅
- 中部内陸線
  - 夫鉢駅 - 牙美信号場

### 高速道路
- 統営-大田・中部高速道路
  - 戸法ジャンクション - 麻長ジャンクション- 利川サービスエリア（統営方向のみ）- 西利川インターチェンジ
- 第二中部高速道路
  - 麻長ジャンクション - 利川サービスエリア（河南方向のみ）
- 嶺東高速道路
  - 徳坪インターチェンジ - 戸法ジャンクション

## 気候
最高気温極値は39.4℃（2018年8月1日）、最低気温極値は-26.5℃（1981年1月5日）である。
| 利川市の気候                                                | 利川市の気候  | 利川市の気候 | 利川市の気候 | 利川市の気候 | 利川市の気候 | 利川市の気候  | 利川市の気候   | 利川市の気候   | 利川市の気候  | 利川市の気候 | 利川市の気候 | 利川市の気候  | 利川市の気候     |
| 月                                                          | 1月           | 2月          | 3月          | 4月          | 5月          | 6月           | 7月            | 8月            | 9月           | 10月         | 11月         | 12月          | 年               |
| ----------------------------------------------------------- | ------------- | ------------ | ------------ | ------------ | ------------ | ------------- | -------------- | -------------- | ------------- | ------------ | ------------ | ------------- | ---------------- |
| 最高気温記録 °C （°F）                                      | 14.5 (58.1)   | 20.8 (69.4)  | 24.8 (76.6)  | 32.5 (90.5)  | 33.7 (92.7)  | 35.7 (96.3)   | 38.3 (100.9)   | 39.4 (102.9)   | 32.9 (91.2)   | 29.1 (84.4)  | 25.4 (77.7)  | 18.2 (64.8)   | 39.4 (102.9)     |
| 平均最高気温 °C （°F）                                      | 2.7 (36.9)    | 6.0 (42.8)   | 12.2 (54)    | 19.3 (66.7)  | 24.4 (75.9)  | 27.9 (82.2)   | 29.4 (84.9)    | 30.2 (86.4)    | 26.0 (78.8)   | 20.4 (68.7)  | 12.1 (53.8)  | 4.4 (39.9)    | 17.9 (64.2)      |
| 日平均気温 °C （°F）                                        | −3.1 (26.4)   | −0.3 (31.5)  | 5.4 (41.7)   | 11.9 (53.4)  | 17.6 (63.7)  | 22.0 (71.6)   | 24.7 (76.5)    | 25.0 (77)      | 19.8 (67.6)   | 13.0 (55.4)  | 5.8 (42.4)   | −1.2 (29.8)   | 11.7 (53.1)      |
| 平均最低気温 °C （°F）                                      | −8.5 (16.7)   | −6.1 (21)    | −0.9 (30.4)  | 5.0 (41)     | 11.2 (52.2)  | 16.7 (62.1)   | 20.9 (69.6)    | 21.1 (70)      | 15.0 (59)     | 7.0 (44.6)   | 0.2 (32.4)   | −6.3 (20.7)   | 6.3 (43.3)       |
| 最低気温記録 °C （°F）                                      | −26.5 (−15.7) | −22.8 (−9)   | −12.1 (10.2) | −4.9 (23.2)  | 2.0 (35.6)   | 6.5 (43.7)    | 12.9 (55.2)    | 12.1 (53.8)    | 2.9 (37.2)    | −5.0 (23)    | −15.6 (3.9)  | −25.7 (−14.3) | −26.5 (−15.7)    |
| 降水量 mm （inch）                                          | 19.2 (0.756)  | 29.6 (1.165) | 42.9 (1.689) | 78.5 (3.091) | 93.2 (3.669) | 128.2 (5.047) | 364.3 (14.343) | 288.0 (11.339) | 153.1 (6.028) | 50.9 (2.004) | 45.1 (1.776) | 22.9 (0.902)  | 1,315.9 (51.807) |
| 平均降水日数 （≥0.1 mm）                                    | 5.7           | 5.5          | 6.8          | 7.5          | 7.9          | 9.1           | 15.3           | 13.3           | 8.8           | 5.5          | 8.2          | 7.4           | 101              |
| % 湿度                                                      | 63.3          | 59.4         | 56.8         | 55.2         | 60.8         | 66.7          | 77.1           | 76.8           | 74.3          | 70.8         | 67.9         | 66.3          | 66.3             |
| 平均月間日照時間                                            | 170.8         | 174.3        | 202.4        | 214.9        | 232.0        | 203.3         | 150.0          | 170.4          | 173.7         | 189.9        | 153.2        | 161.3         | 2,196.2          |
| 出典：韓国気象庁 (平均値：1991年-2020年、極値：1972年-現在) |               |              |              |              |              |               |                |                |               |              |              |               |                  |

## 教育
- 韓国観光大学（2年制短期大学）

## 観光地
- 利川陶芸村
- トドゥラム山
- 雪峰山城
- 雪峰公園
  - 利川市立博物館
  - 利川世界陶磁センター
  - 雪峰国際彫刻公園

## 出身人物
- 徐熙(10世紀高麗の外交官)
- 柳海剛（陶芸家）
- 池順鐸（陶芸家）
- 崔廷（プロ野球選手、SKワイバーンズ所属）
- イム・チャンジョン（歌手、俳優）

## 姉妹都市
韓国国内
- ソウル特別市城北区
- 慶尚北道安東市

韓国国外
焼き物つながりの都市が多い。
- 景徳鎮市（中華人民共和国江西省）
  - 1997年7月16日 － 姉妹結縁締結
- 無錫市（中華人民共和国江蘇省）
  - 2005年9月11日 － 姉妹結縁締結
- 甲賀市（日本・滋賀県）
  - 1999年10月23日 － 信楽町と姉妹結縁締結
  - 2005年11月19日 － 合併後改めて姉妹結縁締結
- 瀬戸市（日本・愛知県）
  - 2006年4月20日 － 姉妹結縁締結